# Rohde & Schwarz
 Rohde & Schwarz GmbH & Co KG (с нем. — «Роде и Шварц»; /ˈroʊdə...ˈʃwɔːrts/ ; немецкий: [ˈʁoːdə ʊnt ˈʃvaʁts]) — международная электротехническая группа компаний, специализирующаяся в области электронного испытательного оборудования, вещания и средств массовой информации, кибербезопасности, радиомониторинга и радиолокации и радиосвязи. Компания предоставляет продукты для беспроводной связи, вещания и медиа, кибербезопасности и электронной промышленности, аэрокосмической и оборонной промышленности, внутренней безопасности и критически важных инфраструктур. Была основана в 1933 году.
Помимо штаба в Мюнхене, есть региональные штабы в Соединённых Штатах (Колумбия, Мэриленд) и в Азии (Сингапур). Почти 6000 сотрудников компании работают в Германии, в том числе около 2000 сотрудников в штаб-квартире в Мюнхене. Во всем мире компания насчитывает около 11 500 сотрудников в более чем 70 странах. Экспорт составляет около 90 процентов доходов. Компания инвестирует около 16 % своего годового чистого дохода в исследования и разработки. В 2005 году компания Rohde & Schwarz приобрела компанию Hameg Instruments GmbH.

## История
Компания была основана Лотаром Роде и Германом Шварцем, которые познакомились во время изучения физики в Йене. Они создали свой первый прибор T & M в 1932 году, а в августе 1933 года компания Physikalisch-Technisches Entwicklungslabor Dr. Rohde & Dr. Schwarz (известная как PTE) начала свою деятельность.
- 1932: инженеры д-р Лотар Роде и д-р Герман Шварц разрабатывают первый измерительный прибор для Hermsdorf-Schomburg-Isolatoren-Gesellschaft (Hescho).
- 1933 год. Летом 1933 года компания основана в квартире на Тиршштрассе 36 в Мюнхене — в ней создана электротехническая лаборатория. 17 ноября «Physikalisch-Technisches Entwicklungslabor Dr. L. Rohde und Dr. H. Schwarz» (PTE) зарегистрирован в Регистрационном суде в Мюнхене.
- 1934: Первый экспортный заказ: британский производитель изоляционных материалов заказывает измеритель коэффициента рассеяния (50 МГц до 200 МГц) для измерения диэлектрических потерь на керамических дисках до 100 МГц.
- 1937: Переезд компании на бывший хлебозавод на Тассилоплац, недалеко от мюнхенского вокзала Остбанхоф. Rohde & Schwarz насчитывает 35 сотрудников и 24 различных продукта в своём портфеле.
- 1938: разработка первых в мире портативных кварцевых часов (весом 36 кг).
- 1941: Создание независимой производственной площадки в баварском регионе Альгой. Messgerätebau GmbH (сегодняшняя Rohde & Schwarz Messgerätebau GmbH) основана. Производство на новом заводе начинается в Кемптене в 1943 году и переезжает в Мемминген в 1944 году.
- 1942: Первый крупный заказ приёмников радиоконтроля знаменует собой переход к производству в промышленных масштабах.
- 1945: Rohde & Schwarz получает большой заказ от армии США на поверку, калибровку и ремонт всего радиооборудования в центральном депо ВВС США в Эрдинге.
- 1945: Physikalisch-Technisches Entwicklungslabor Dr. L. Rohde & Dr. H. Schwarz (PTE) переименовывается в Rohde & Schwarz.
- 1949: 18 января 1949 года Rohde & Schwarz получает заказ от Radio Munich, предшественника Баварской радиовещательной корпорации, на создание и испытание частотно-модулированного тестового УКВ-передатчика.
- 1950: Rohde & Schwarz разрабатывает диаграмму Zg, первый комплексный анализатор цепей[англ.] для векторного анализа электрических цепей.
- 1955: Разработка NAP1, первого автоматического радиопеленгатора. Он используется в управлении воздушным движением, чтобы дополнить радар.
- 1956: Сегодняшняя штаб-квартира компании основана на Мюльдорфштрассе.
- 1959: презентация NP4, первого радиопеленгатора, использующего эффект Доплера.
- 1964: Первая система мониторинга шума воздушного движения в Германии для аэропорта Франкфурта.
- 1967: первая в Европе система автоматического тестирования интегральных микросхем (IC).
- 1969 год: Открытие новой производственной площадки в Тейснахе.
- 1970: Изменение стратегии продаж, дабы сосредоточиться на экспорте. В настоящее время компания разрабатывает продукты на основе собственных спецификаций и предлагает их клиентам по всему миру.
- 1974: Первый микропроцессорный радио-тестер (SMPU).
- 1982: Коммуникационный процессор ALIS GP 853 автоматизирует процесс настройки радиолиний. В 1994 году компания Rohde & Schwarz ввела в эксплуатацию крупнейшую на тот момент гражданскую сеть ВЧ связи в Мексике.
- 1988: Внедрение компьютерного производства в Меммингене с акцентом на своевременное производство и автоматическую систему подачи материала.
- 1995: крупнейшая в мире вещательная сеть DAB. Являясь участником проекта EUREKA 147 DAB, компания Rohde & Schwarz разработала испытательный приёмник напряжённости поля, специально модифицированный для цифрового аудиовещания, и передатчик DAB.
- 1998: первый общенациональный проект DVB-T. Компания Castle Transmission International (CTI) из Великобритании заказывает системы передатчиков DVB-T с выходной мощностью от 500 Вт до 5 кВт.
- 1998 год. Для нужд передачи голоса и данных в рамках первого проекта TETRA в Германии вооружённые силы Германии используют систему ACCESSNET®-T, включающую 42 несущих TETRA RF в семи местах и терминалы для 2500 пользователей.
- 1999: семейство R & S®M3xR — первые программно-определяемые радиостанции
- 2001: новая производственная площадка в Вимперке, Южночешский край, Чехия. Rohde & Schwarz приобретает производственную базу в Вимперке у Tesla Prag as[англ.]*. Завод, который сегодня занимает 42 000 квадратных метров площади, производил продукцию для Rohde & Schwarz с 1991 года. Все 200 сотрудников оставлены.
- 2001: Rohde & Schwarz SIT GmbH представляет TopSec GSM, мобильный телефон с защитой от прослушивания[1].
- 2002: шифрование для военных и государственных органов. ELCRODAT 6-2, разработанный Rohde & Schwarz SIT GmbH, представляет собой криптографическую систему, одобренную Федеральным управлением информационной безопасности Германии для использования на уровнях «совершенно секретно» и «космически совершенно секретно».
- 2005: Rohde & Schwarz приобретает немецкую компанию Hameg[англ.], которая разрабатывает и производит измерительные приборы.
- 2007: Мощные передатчики R & S®Nx8600 с жидкостным охлаждением — самые энергоэффективные на сегодняшний день.
- 2007: R & S®FSU67 — первый в мире анализатор спектра с непрерывным частотным диапазоном до 67 ГГц.
- 2007: Rohde & Schwarz поглощает Arpège SAS. Штаб-квартира компании находится в Обане, Франция, недалеко от Марселя.
- 2008: новый широкополосный контрольный приёмник R & S®ESMD объединяет в себе все функции радиоконтроля: приём, определение направления, измерение и демодуляцию.
- 2008: R & S PR100 — первый портативный приёмник для отслеживания слабых или кратко передаваемых сигналов в диапазоне частот от 9 кГц до 7,5 ГГц.
- 2010: в декабре 2010 года Rohde & Schwarz приобретает ганноверскую DVS Digital Video Systems AG.
- 2010: Rohde & Schwarz приобретает контрольный пакет акций румынской компании Topex, производителя телекоммуникационного оборудования для государственных органов и компаний.
- 2011: 11 мая 2011 года Rohde & Schwarz приобретает компанию ipoque GmbH, расположенную в Лейпциге.
- 2012: Rohde & Schwarz интегрирует Swissqual[англ.], ведущего поставщика систем для измерения и оценки качества обслуживания (QoS) в беспроводных сетях.
- 2014: Gateprotect становится частью группы Rohde & Schwarz[2]
- 2015: Rohde & Schwarz приобретает фирму Sirrix AG, специализирующуюся на безопасности предприятий[3]
- 2016: Rohde & Schwarz приобретает брандмауэра веб-приложений Denyall[4]

## Заводы и дочерние предприятия
Rohde & Schwarz имеет пять заводов в Европе и Азии. Европейские заводы в Меммингене, Тейснахе и Вимперке предлагают производственные услуги и другим компаниям. Центральный отдел исследований и разработок расположен в главном офисе компании в Мюнхене, Германия. Большая часть продукции производится на заводах Rohde & Schwarz в Меммингене (в Баварии, Германия), Teisnach (в Баварии, Германия) и Vimperk (Чешская Республика). За пределами Германии Rohde & Schwarz имеет центры разработки в США, Сингапуре, Корее, Китае, Дании, Франции и Великобритании. Компания также имеет производственные мощности в Сингапуре и Малайзии, которые работают с начала 2011 года и июля 2011 года, соответственно.
Заводы
- Rohde & Schwarz Messgerätebau GmbH в Меммингене: центр компетенции для сложного оборудования, он отвечает за сборку электронных модулей, микроэлектронику, микроволновую технику, конечное производство и изготовление тестовых систем.
- Завод Rohde & Schwarz Teisnach: центр механического и электронного производства. Производит корпуса, экранирующие части, антенны, печатные платы, микромеханические прецизионные детали, электромеханические изделия на заказ. Как центр компетенции в области передатчиков и систем, завод Teisnach производит и поставляет все передатчики телевизионного и звукового радиовещания, а также индивидуальные системы радиосвязи.
- Завод Vimperk: чешский завод производит продукцию: кабельная продукция и собирает все инструменты Hameg[англ.].
- Заводы в Сингапуре и Малайзии: с 2011 года Rohde & Schwarz использует небольшие заводы в Сингапуре и Малайзии для окончательной сборки и упаковки.

Дочерние предприятия
- Rohde & Schwarz Vertriebs-GmbH (RSV): штаб-квартира находится в Мюнхене, она отвечает за продажи продукции Rohde & Schwarz и дополнительных брендов OEM в Германии. RSV поддерживает общенациональную сеть продаж в Германии.
- R & S Systems GmbH: предоставляет системные услуги в областях бизнеса Rohde & Schwarz — от разработки и интеграции систем до поставки, сборки и ввода в эксплуатацию оборудования T&M под ключ и по всему миру. Сюда входят информационно-развлекательные тестовые системы для автомобильного производства, мобильные системы УВД, а также комплексные мастерские по электронике для технического обслуживания.
- Rohde & Schwarz International Operations GmbH (RSIO): поддерживает организацию продаж в Азии / Тихоокеанском регионе и на Ближнем Востоке / в Африке (= Региональная штаб-квартира Rohde & Schwarz в Сингапуре, Pte. Ltd.).
- Rohde & Schwarz SIT GmbH: предоставляет решения для защиты информации и связи, которые были одобрены Федеральным ведомством информационной безопасности Германии (BSI) и НАТО / SECAN. Основными направлениями деятельности компании являются разработка криптопродуктов и систем, а также консалтинг и анализ безопасности ИТ для государственных органов, вооружённых сил и промышленности.
- Hameg Instruments GmbH[англ.]: немецкий производитель оборудования T&M предлагает недорогие приборы для науки, промышленности и образования. Hameg является независимой компанией, отвечающей за разработку продукта, управление продуктом, сервис и продажи. Вся продукция Hameg производится на основных заводах Rohde & Schwarz.
- GEDIS GmbH: разрабатывает и внедряет индивидуальные решения для тестирования электронных приборов, модулей и подмодулей, а также для управления системами тестирования и связи. Компания ориентирована на государственные органы, крупные системные предприятия, автомобильную промышленность и их поставщиков.
- DVS Digital Video Systems GmbH: производит рабочие станции, видеосерверы и решения для хранения данных для последующего производства цифровых фильмов и телевизионных программ.
- ipoque GmbH: разрабатывает системы управления сетями. Продукты варьируются от оборудования для управления пропускной способностью и прозрачностью сети до мониторинга сети и глубокой проверки пакетов.
- SwissQual AG: разрабатывает и продаёт системы для измерения и оценки качества голоса и данных, а также качества видео в беспроводных сетях. SwissQual была основана в 2000 году и базируется в Цухвиле, Швейцария.
- Arpège SAS: Французская Arpège SAS разрабатывает и внедряет системы, ориентированные на клиента в области спутникового мониторинга и законного перехвата для государственных органов безопасности.
- SC Rohde & Schwarz Topex SA: разрабатывает и внедряет телекоммуникационное оборудование для военных и гражданских рынков. Rohde & Schwarz Topex разрабатывает системы голосовой связи для управления воздушным движением, решения для сетей следующего поколения (СПП), включая программные коммутаторы, медиашлюзы для TDM, VoIP, GSM и CDMA (2G, 3G), шлюзы сигнализации (SS7, ISDN, R2, SIP и H323), широкополосные мобильные маршрутизаторы Wi-Fi и стационарные мобильные терминалы (2G, 3G).
- Gateprotect GmbH.
- Sirrix AG: дочерняя компания Университета Саарбрюккена, предлагающая продукты и решения безопасности для систем связи и инфраструктур. Основными направлениями бизнеса являются консалтинг и разработка решений безопасности для ИТ-систем.

## Отрасли продукции

### Оборудование T&M
Rohde & Schwarz обеспечивает спектр T&M решений для всех мобильных радио- и беспроводных технологий, от LTE, UMTS / HSPA (+), GSM и CDMA2000 с Bluetooth, GPS и беспроводным доступом в Интернет через WLAN и WiMAX TM.
Компания предлагает продукты, необходимые для разработки и производства чипсетов, мобильных устройств и базовых станций, а также для работы в сети. Rohde & Schwarz разрабатывает генераторы и анализаторы сигналов для конкретных требований LTE-Advanced.
Для аэрокосмической и оборонной промышленности Rohde & Schwarz разрабатывает электронное испытательное оборудование для микроволновых линий, а также для радиолокационных и спутниковых систем связи. Кроме того, компания предоставляет комплексные системы для испытаний на электромагнитную совместимость и напряжённость поля, например, для обнаружения электромагнитных помех в автомобильной электронике.
В 2010 году Rohde & Schwarz выпустила первый в мире осциллограф с цифровым триггером.

### Телерадиовещание и СМИ
Компания принимает активное участие в ТВ и звуковом вещании. Передатчики Rohde & Schwarz и оборудование T&M используются для аналогового и цифрового телевидения. Rohde & Schwarz поддерживает самые распространённые в мире стандарты цифрового вещания. Компания предлагает оборудование для ATSC Mobile DTV в Северной Америке, ISDB-T в Азии и Латинской Америке и DVB-T2 в Европе.
В области мобильного телевидения Rohde & Schwarz продаёт оборудование T&M для установки, обслуживания и мониторинга сетей вещания. Она также поставляет производителей бытовой электроники оборудованием T & M, необходимым им для разработки и производства спутниковых приёмников и телевизоров, в том числе для форматов HD и 3D.
В конце 2010 года Rohde & Schwarz приобрела компанию DVS Digital Video Systems GmbH.

### Кибербезопасность
Кибербезопасностью занимается Rohde & Schwarz и её дочерние компании — gateprotect GmbH, Sirrix AG, Rohde & Schwarz SlT GmbH, poque GmbH и Denyall. Его безопасность является частью Rohde & Schwarz Cybersecurity GmbH.

### Безопасная связь
Rohde & Schwarz поставляет интероперабельные системы радиосвязи для военных, государственных и гражданских применений. Она также работала над разработкой программного обеспечения радио (SDR). В конце 2008 года вооружённые силы Германии поручили компании разработать базовый блок SDR для их будущей совместной радиосистемы (SVFuA).
Более 200 аэропортов используют системы радиосвязи Rohde & Schwarz. В 2011 году компания начала продажи систем голосовой связи для управления воздушным движением (УВД). Эти системы основаны на продукте Topex SA, компании, в которой Rohde & Schwarz приобрела контрольный пакет акций в 2010 году.
Rohde & Schwarz SIT GmbH разрабатывает криптопродукты и системы для государственных учреждений, вооружённых сил Германии, органов власти, военной и частной промышленности. Технология шифрования высокой степени безопасности филиала используется как для беспроводной, так и для проводной связи. Ещё в 2001 году Rohde & Schwarz SIT выпустила первый в мире криптографический телефон TopSec GSM.

### Управление частотами и радиолокация для безопасности
Rohde & Schwarz разрабатывает стационарные и мобильные системы для обнаружения, определения местоположения и анализа сигналов радиосвязи. Rohde & Schwarz предоставляет властям и службам решения для выявления и локализации подозрительных коммуникационных действий. Компания продаёт такие продукты, как приёмники, радиопеленгаторы, анализаторы сигналов и антенны, а также индивидуальные системы.
Спутниковый мониторинг также играет важную роль в Rohde & Schwarz. Решения включают в себя как стационарные, так и мобильные системы, позволяющие правительственным учреждениям по всему миру перехватывать спутниковую передачу голоса и данных. В этой области Rohde & Schwarz поддерживается французской дочерней компанией Arpège SAS.
В 2011 году Rohde & Schwarz приобрела компанию ipoque GmbH, которая разрабатывает программные решения, используемые для обнаружения и мониторинга сетевых приложений в режиме онлайн.

### Сервис, поддержка и системная интеграция
Rohde & Schwarz обладает сетью сервисных центров и продаж.
Компания R & S Systems GmbH разрабатывает и интегрирует системы «под ключ» в сферах бизнес-интересов Rohde & Schwarz и вводит их в эксплуатацию на объектах заказчика. Портфель системы включает в себя информационно-развлекательные тестовые системы для производства автомобилей, мобильные системы АТС, а также комплексные мастерские по электронике для технического обслуживания. R & S Systems также предлагает индивидуальные решения в дополнение к стандартным продуктам.
Gedis GmbH — это ещё одно ответвление компании Rohde & Schwarz. Эта дочерняя компания специализируется на автоматическом испытательном оборудовании (ATE) для тестирования электронных сборок и модулей. Ассортимент её продукции варьируется от компактных ручных испытательных систем до автоматических поточных систем под ключ.
Компания Роде и Шварц не поставляет продукцию в РФ, не участвует в каких-либо выставках, трейд шоу и каких либо других мероприятиях в РФ.

## Хронология продукции
- 1932: измеритель коэффициента рассеивания
- 1933: WIP интерференционный волновой
- 1938: CFQ, первые портативные кварцевые часы
- 1938: измеритель напряжённости поля HHF в отдалённой зоне
- 1938: измеритель напряжённости поля ближней зоны HHN
- 1949: первый в Европе передатчик УКВ для Баварской радиовещательной корпорации
- 1949: приёмники мониторинга ESM180, ESM300 и ESG
- 1950: Zg-диаграмма, векторный анализатор цепей
- 1952: универсальный вольтметр URI
- 1955: NAP1, первая система определения направления для использования в управлении воздушным движением
- 1955: испытательный демодулятор AMF Найквиста
- 1957: EK07 коротковолновый приёмник
- 1960: ESUM VHF / UHF контрольный приёмник
- 1960: радиопеленгатор PA001 для мониторинга морских перевозок
- 1968: приёмопередатчик XT3000 VHF / UHF
- 1968: радио XK401 SSB
- 1970: ВЧ передатчик SK1
- 1980: контрольный приёмник ESM500
- 1981: поисковый приёмник PA2000 и радиопеленгатор
- 1982: SWP синтезированная подметальная машина
- 1982: синтезатор частоты SMPC
- 1984: датчик направленной мощности URV5 с цифровой памятью в датчике
- 1984: видеоанализатор UAF
- 1985: портативный приёмник EB100
- 1985: аудио анализатор УПА
- 1986: первый анализатор спектра с цветным дисплеем FSA
- 1991: симулятор системы GSM
- 1999: семейство программно-определяемых радиостанций M3xR
- 1999: EB200 портативный контрольный приёмник
- 2001: криптосотовый телефон TopSec GSM
- 2002: криптографический мобильный телефон ELCRODAT 6-2 ISDN
- 2007: анализатор спектра FSU67
- 2007: мощный передатчик Nx8600
- 2008: CMW500 универсальный мобильный радио и беспроводной тестер
- 2008: TopSec Mobile для шифрования разговоров по мобильному телефону
- 2008: анализатор спектра с сенсорным экраном FSW
- 2010: семейство осциллографов RTO с первой цифровой системой запуска
- 2011: мощный передатчик THU9
- 2011: анализатор сигналов и спектра высокого класса FSW
- 2012: ТВ-передатчик средней мощности TMU9 с технологией Doherty
- 2012: AVHE100 аудио / видео головная система
- 2012: ESR, тестовый приёмник EMI с полосой анализа 40 МГц
- 2012: SDTR определил тактическое радио для автомобильной и полумобильной связи